# Нова Поляна
Нова Поля́на (рос. Новая Поляна, ерз. Од Куженя) — село у складі Зубово-Полянського району Мордовії, Росія. Входить до складу Уголківського сільського поселення.
Населення — 102 особи (2010; 96 у 2002).
Національний склад станом на 2002 рік:
- мокшани — 93 %